# Sredozemna medvjedica
Sredozemna medvjedica (lat. Monachus monachus), vjerojatno najrjeđi perajar, ali i jedan od najugroženijih sisavaca na svijetu. Dio je porodice pravih tuljana (Phocidae). Rasprostranjena je ograničeno na Atlantiku, oko Madeire i Kanarskih otoka, a najviše uz obale i otoke Sredozemnog mora. U Jadranskom moru poznata je od najstarijih vremena pa su joj različiti narodi i autori nadjenuli različita imena kao dalmatinska medvjedica, jadranska medvjedica, morski fratar, morski čovjek i Adriana.

## Opis
Veličinom je vrlo slična običnom tuljanu. Masa im može biti sve do 320 kg,[nedostaje izvor] pri čemu su ženke nešto manje i lakše. Tijelo im je zbijeno i pokriveno kratkom dlakom, s gornje strane tamnosmeđom ili sivkastom, s donje znatno svjetlije, a može biti i potpuno bijela. Glava im je okrugla, na kratkom i debelom vratu. Vretenasto tijelo s debelim potkožnim slojem masti prilagođeno je životu u moru. Prednji udovi su prilagođeni za kretanje u more jer su prsti povezani plivaćom kožicom, a nokti su zakržljali. Stražnji udovi su potisnuti uz tijelo i služe pri plivanju kao repne peraje. Sredozemna medvjedica hrani se ribama, rakovima i mekušcima koje hvata oštrim zubima. Oko usta ima dugačke osjetilne dlake. Vid im je slabo razvijen, ali imaju dobro razvijen sluh i njuh. Pretežito je noćna životinja. Prilikom zarona zatvara nosne i ušne otvore, a pod vodom može izdržati nekoliko minuta. Na kopnu se kreće teško i nespretno, podupirući se prednjim udovima. Obitava u priobalnim vodama u području pustih i nenaseljenih otoka. Na kopno izlazi radi odmora i parenja.
Ovaj rod životinja koti se s oko 80 cm dužine, a kad odrastu mogu doseći dužinu oko 2,40 metara. Mladunci se kote u jesen, a u more ulaze u dobi od dva tjedna. Majke ih doje do starosti od oko 18 tjedana. Kote se zelenog krzna, često s mjestimičnim bijelim mrljama. Šare, odnosno oblik i mjesto ovih bijelih mrlja mogu se koristiti za raspoznavanje pojedinih jedinki. Spolno zreli postaju u dobi od četiri godine, a očekivani životni vijek im je više od 20 godina. Skotna ženka sredozemne medvjedice za koćenje i podizanje mladunca traži nepristupačnu špilju s ulazom ispod morske razine, iako povijesni opisi govore, da su sve do 18. stoljeća u tu svrhu koristile i otvorene plaže.[nedostaje izvor]
U 19. stoljeću bila je rasprostranjena po cijelom Jadranu, dok je u 20. znatno prorijeđena.

## Status
Sredozemna medvjedica nekad je nastanjivala obale Sredozemnog i Crnog mora i dijelove obala Atlantika na jugu do Zelenortskih otoka, a na zapadu do Madeire.
S vremenom, niz razloga doveo je do dramatičnog pada brojnosti populacije. To je ranije bio uglavnom komercijalni lov (naročito u vrijeme Rimskog Carstva i u srednjem vijeku. U 20. stoljeću ribari ih doživljavaju kao konkurenciju i smatraju da im oštećuju mreže, a velik problem morskim medvjedicama je i urbanizacija obala. 
U Mramornom moru vrsta je izumrla zbog zagađenja i vrlo velikog brodskog prometa kroz Bospor i Dardanele. Pored toga, u Crnom moru je zadnji put viđena kasnih 1990-ih. 
Procjenjuje se da ukupna populacija broji nešto manje od 600 jedinki raspršenih na vrlo velikom području, što znači da je vrsta kritično ugrožena. Smatra se da su dva mjesta ključna jer imaju relativno velike populacije: Egejsko more,a naročito populacija koja nastanjuje obalu zapadne Sahare, odnosno kod poluotoka Ras Nouadhibou (Mauritanija, Zapadna Sahara) i mogla bi podržati malenu, ali u porastu populaciju na otočju Desertas (Portugal). Ova dva ključna mjesta za opstanak sredozemne medvjedice toliko su međusobno udaljena da praktično ne postoji mogućnost razmjene genetskog materijala između njihovih populacija.
Tijekom ljeta 1997. godine dvije trećine najveće populacije (one kod Zapadne Sahare) uginule su u roku od dva mjeseca, ugrozivši na taj način njenu vitalnost. Nije jasno što je izazvalo pomor. Pretpostavke su različite, no niti jedna nije dokazana. U međuvremenu, iako je još daleko od brojnosti koju je kolonija imala (procjena je 300 jedinki 1987.) prije ove epidemije, postupno se oporavlja i narasla je na oko 150 jedinki.
Iako je sredozemna medvjedica bila stanovnik Jadrana, zna se da je 1964. ubijen zadnji primjerak sredozemne medvjedice koji je živio u hrvatskom dijelu Jadrana. Od 2003. godina raste broj dojava o viđenju (od okolice Biševa, do okolice Opatije). Potvrde li se ova izviješća, postoji mogućnost da je, usprkos uvriježenom mišljenju da je u Jadranu izumrla, nekoliko jedinki preživjelo i da se populacija donekle obnovi. 
U Hrvatskoj je strogo zaštićena vrsta. Udomaćeno neznanstveno ime ove vrste u Hrvatskoj je "morski čovik", "morski medvid" ili "morski fratar".

## Napori za očuvanje vrste
Sredozemne medvjedice, kao i neke druge vrste morskih sisavaca, smatrane su štetočinama jer su ribarima činile štete na njihovom ribarskom priboru i smanjivali im ulov ribe. Stoga su ih mjesni ribari često iz osvete za pričinjenu štetu lovili i ubijali. Velike napore u zaštiti vrste od početka 1970-ih ulažu razne organizacije, fundacije i sveučilišta. Jedna od većih grupa za zaštitu je turska Grupa za istraživanje mediteranskih tuljana (turski: Akdeniz Foklarını Araştırma Grubu) koje djeluje u sklopu Zaklade za podvodna istraživanja (tr. Sualtı Araştırmaları Derneği). U Španjolskoj postoji Projekt za povratak sredozemne medvjedice u Španjolsku koji provode Sveučilište u Barceloni i Sveučilište u Las Palmas de Gran Canaria. Cilj studije je pokušati ponovno vratiti ovu vrstu u vode Kanarskih otoka. Također provode se kampanje za edukaciju građana u Maroku, Alžiru i Tunisu.
Gotovo je sigurno da u Jadranu danas više ne postoji autohtona populacija ovih životinja, nego povremeno pojedine jedinke u Jadran dolutaju iz Jonskog mora. Dana 14. kolovoza 2008. godine primjerak sredozemne medvjedice snimljen je u akvatoriju otoka Cresa na lokaciji Sveti Blaž. Sredozemna medvjedica je u Hrvatskoj službeno zaštićena od godine 1935. Odlukom Pomorskog ravnateljstva u Splitu. Tijekom 1990-ih godina provedena su istraživanja staništa u špiljama oko otočića Svetog Andrije, Biševa i Jabuke, u kojima je nekad obitavala sredozemna medvjedica, a u svrhu mogućeg ponovnog nastanjivanja u poluzatočeništvu. Također u Hrvatskoj su bili tiskani plakati "SOS za sredozemnu medvjedicu".

## Sredozemna medvjedica u djelima
O sredozemnoj medvjedici govori se u najranijoj hrvatskoj poeziji, u satiričnoj pjesmi dubrovačkog benediktinca Mavre Vetranovića Remeta. Sredozemnu medvjedicu u Velikom jezeru na Mljetu relativno potanko opisuje još jedan dubrovački benediktinac Mavro Orbini u djelu Il regno degli Slavi koje je objavio na talijanskom jeziku godine 1601.

## Vanjske poveznice
|  | Zajednički poslužitelj ima stranicu o temi Morska medvjedica |
|  | Wikivrste imaju podatke o taksonu Morska medvjedica          |

- O morskoj medvjedici  Arhivirana inačica izvorne stranice od 20. srpnja 2008. (Wayback Machine) (hr)